# Бецькой Іван Іванович
Іван Іванович Бецькой (або Бецький, рос. Иван Иванович Бецко́й (Бецкий); 14 лютого 1704 — 10 вересня 1795) — російський державний діяч, особистий секретар Катерини II (1762—1779), чільний представник дворянства, яке, перебуваючи під впливом європейської філософії Просвітництва, прагнуло застосувати її в умовах кріпосної Росії.

У 1763 році призначений директором Кадетського корпусу і почав активну освітню діяльність. 

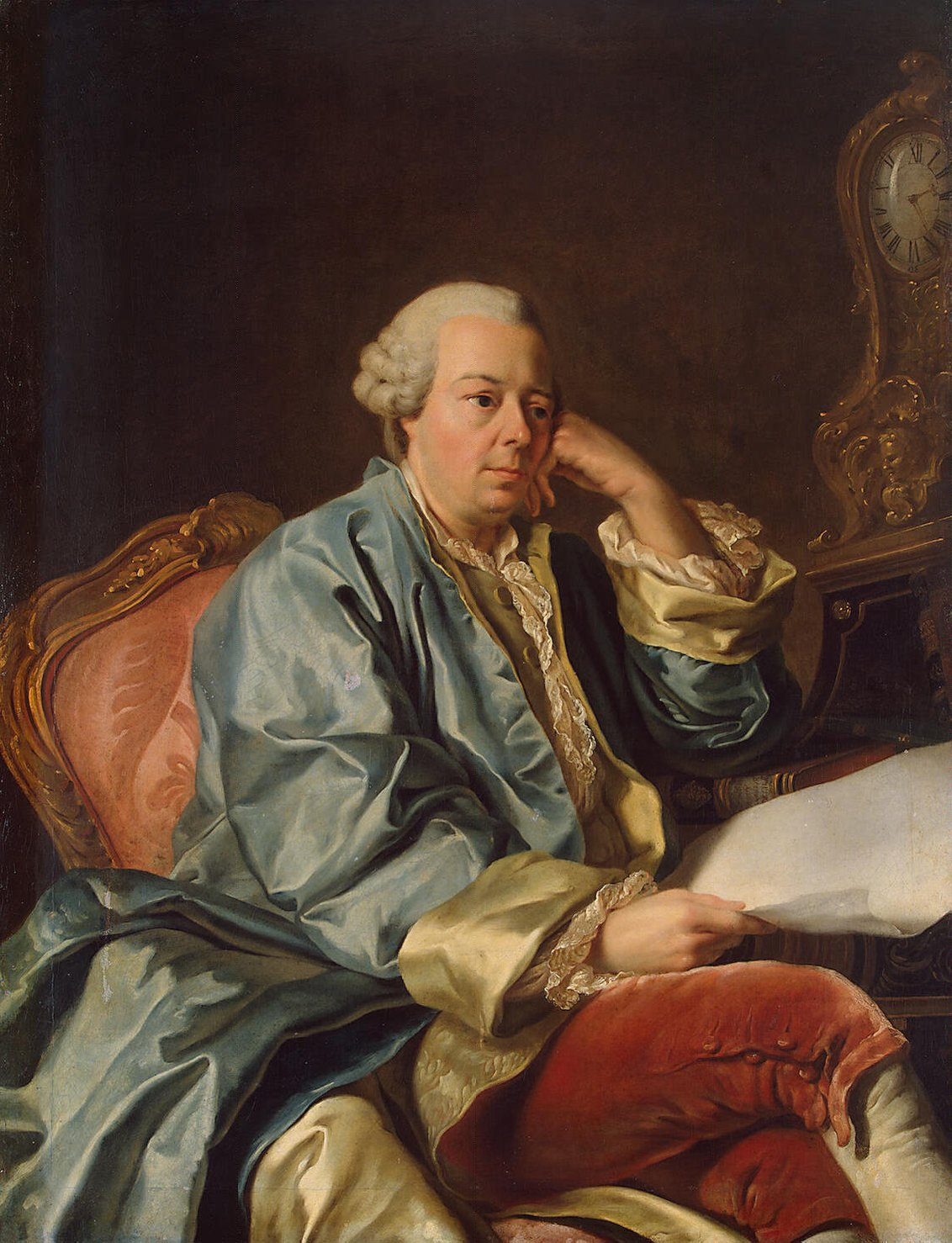
Портрет Бецького (~1776) худ. Рослін

Президент Петербурзької академії мистецтв (1763—1794).
Ініціатор створення першого в Росії жіночого вищого навчального закладу — Смольного інституту шляхетних дівчат (1764), а також Московского імператорського виховного будинку (1764) і Виховного будинку в Санкт-Петербурзі (1770) з госпіталем для породіль.
Очолював Комісію по камінному будівництву в Санкт-Петербурзі та Москві.

Свої педагогічні погляди виклав у доповіді-трактаті «Генеральне встановлення про виховання обох статей юнацтва», в якому виявив себе прихильником утопічної ідеї створення «нової породи людей» за допомогою виховання; вимагав гуманного ставлення до дітей, нових методів навчання.

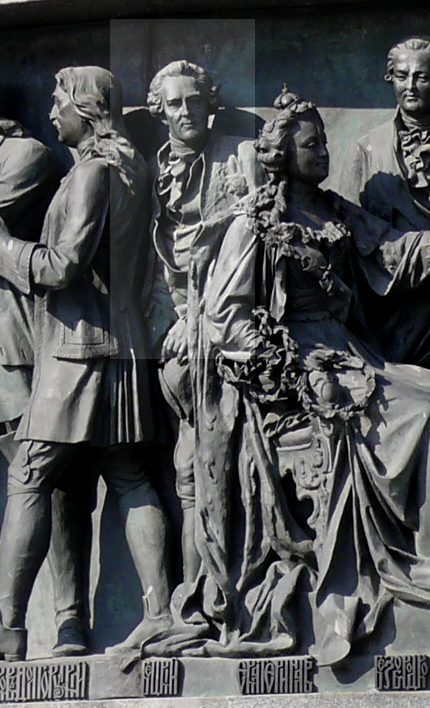
Бецкой на Монументі "Тисячоліття Росії" в Новгороді
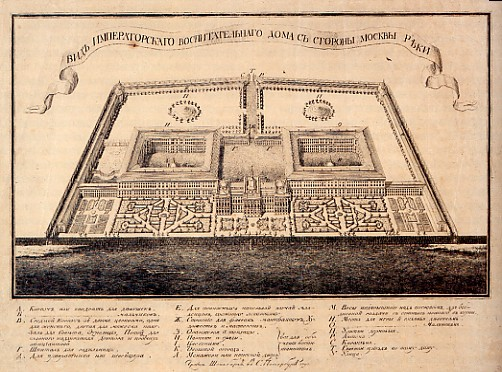
План Бецкого, майбутній Московський імператорський виховний дім[ru]